# Vlaamse STEM Olympiade

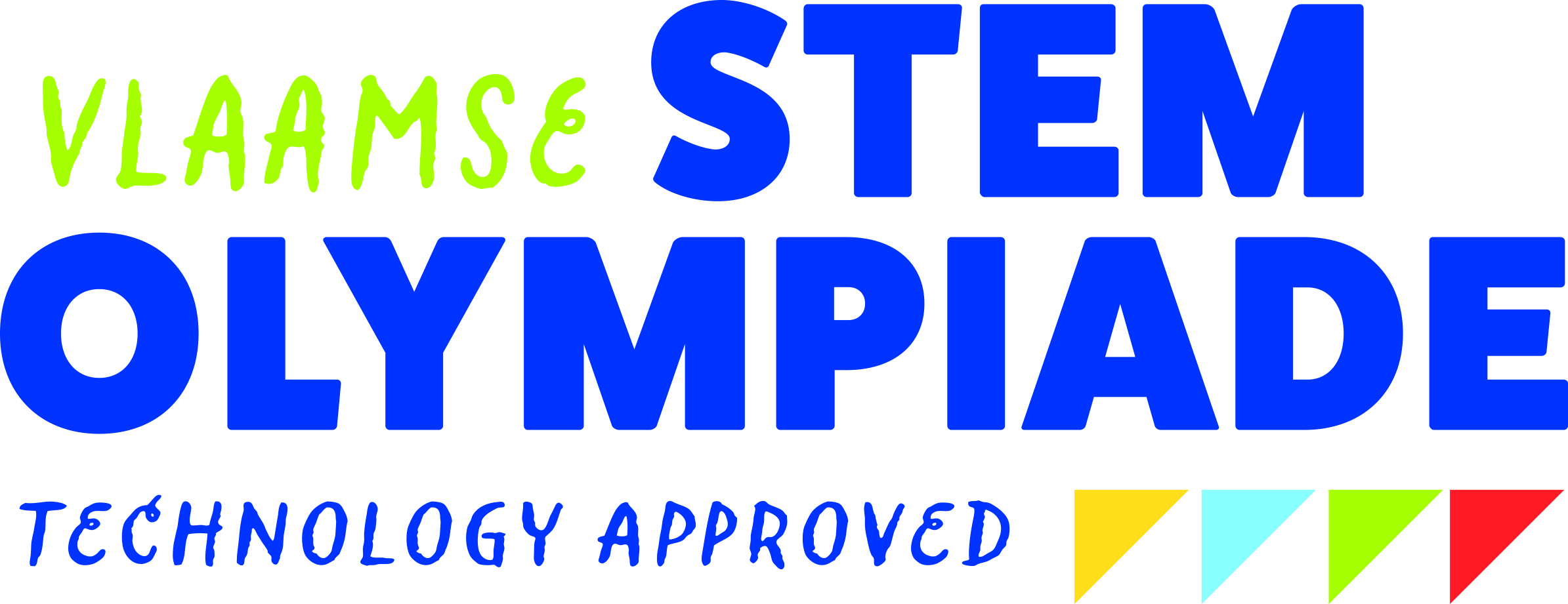
Logo Vlaamse STEM Olympiade

De Vlaamse STEM Olympiade, Technology approved (VSO) is een STEM-wedstrijd met nadruk op Engineering en Technologie voor scholieren, die sinds het schooljaar 2010-2011 jaarlijks in Vlaanderen wordt georganiseerd. De wedstrijd heeft als doel de 'STEM-beleving' bij jongeren te stimuleren. De partners van VSO zijn heel wat Vlaamse universiteiten, hogescholen, de Vlaamse overheid, en aantal wisselende industriële partners.
Alle leerlingen van de eerste graad secundair onderwijs, uit eender welke richting, kunnen deelnemen aan de Vlaamse STEM Olympiade, Youth (VSOY). De STEM-richtingen bevatten wel het grootste doelpubliek.
De leerlingen kunnen enkel via de school deelnemen. De online voorronde, bestaande uit 32 meerkeuzevragen (met 4 antwoordmogelijkheden), wordt online georganiseerd in de deelnemende scholen zelf, tijdens 2 weken en telkens onder toezicht van een schoolverantwoordelijke. De besten uit de voorronde van het eerste jaar en de besten van het tweede jaar (evenredig volgens het aantal ingeschreven 1e en 2e jaars met en totaal van 64 finalisten) mogen naar de nationale finaleronde in het ministerie van Onderwijs te Brussel. Daar krijgen ze 16 meerkeuzevragen die ze op een half uur moeten oplossen en er volgen daarna 4 praktische STEM-proeven, die telkens ongeveer een half uur duren. De deelnemers van deze eindronde krijgen op de officiële proclamatieplechtigheid, onmiddellijk volgend op deze finaleronde, een getuigschrift van deelname en iedereen krijgt ook een natura-STEM-prijs met een waarde volgens hun behaalde klassering.
Er is ook een gelijkaardige STEM-wedstrijd voor het vijfde en zesde leerjaar van het basisonderwijs, dat de Vlaamse STEM Olympiade Junior (VSOJ) heet. Deze is opgestart in het schooljaar 2011-2012. De formule is dezelfde als VSOY, met dat verschil dat er slechts 3 antwoordmogelijkheden zijn bij de meerkeuzevragen. Er doen elk jaar ook een beperkt aantal Nederlandse scholen mee, en dus kunnen ook Nederlandse kinderen uitgenodigd worden voor de finale, wat voor een internationaal karakter zorgt. Er worden gouden, zilveren en bronzen plaatsen uitgereikt.
Zowel bij de Junior- als de Youth-editie kunnen ook leerkrachten deelnemen, en wordt op de finale de STEM leerkracht van het jaar gekozen.
Vanaf 2016-2017 wordt een praktische STEM/technologieteamwedstrijd voorzien: het Vlaams STEM Tornooi Youth (VSTY). Jaarlijks worden 2 of 3 STEM-projecten voorgesteld, waarbij jongeren van de 1e graad secundair onderwijs kunnen deelnemen in teams van vier leerlingen. De beste 40 teams mogen naar de Vlaamse finale gaan die doorgaat bij één van de partners van de Vlaamse STEM Olympiade. Ook hier worden gouden, zilveren en bronzen teams beloond. 
Sinds 2023-2024 wordt een gelijkaardige wedstrijd voorzien voor de derde graad van het basisonderwijs, het Vlaams STEM Tornooi Junior (VSTJ), dat werkt volgens hetzelfde principe. Deze wedstrijd werd in het leven geroepen sinds het OO Techniekspektakel, dat samen met een Nederlandse organisatie georganiseerd werd, teloorging. 
Het begrip 'STEM' omvat bij VSOY en VSOJ 8 domeinen: biotechnologie, bouw, chemie, elektrotechniek, elektronica, informatica, mechanica en technisch tekenen.
In 2024-2025 waren er 24.951 ingeschreven leerlingen en 452 leerkrachten voor VSOJ, 34.295 ingeschreven leerlingen en 376 leerkrachten voor VSOY.